# Hassan Hosni Tawfik
Hassan Hosni Tawfik (in arabo حسن حسني توفيق‎?; 7 novembre 1911 – Il Cairo, 25 novembre 2005) è stato uno schermidore egiziano, vincitore di tre medaglie di bronzo ai campionati mondiali di scherma.